# Зневага

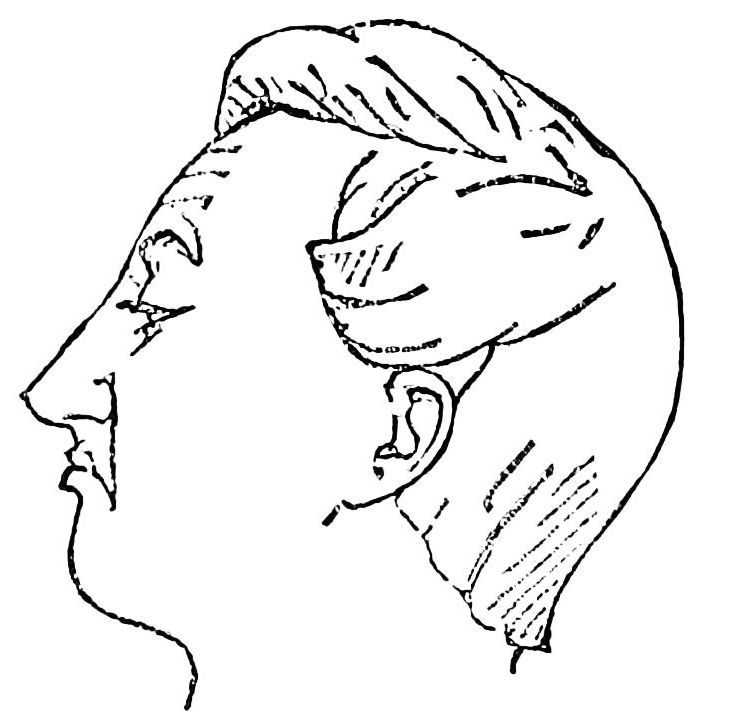
Вираз обличчя презирства

Знева́га — почуття презирства, відсутність поваги до кого-небудь; негативно забарвлене почуття, що виникає стосовно об'єкта, який демонструє якості або поведінку, які суб'єкт не дозволяє собі демонструвати, оскільки сприймає їх соціально неприйнятними. Презирство пов'язано з почуттям переваги. Крім того воно легко переходить у злість, гнів, лють і навіть породжує ненависть, якщо об'єкт презирства стає суттєвою перешкодою на шляху задоволення потреб суб'єкта.